# Nevarėnai
Nevarėnai est une ville de l'Apskritis de Telšiai en Lituanie. En 2001, sa population est de 659 habitants.

## Histoire
Au cours de la Seconde Guerre mondiale, 150 juifs de la ville sont assassinés dans une exécution de masse perpétrée par un einzatsgruppen.Un monument est construit sur le site du massacre.